# Commonspoly
Commonspoly és un joc de taula creat l'any 2015 amb l'objectiu de denunciar les dinàmiques especulatives i capitalistes del joc de taula Monopoly.

## Història
L'origen del joc és la celebració del festival ZEMOS98 a Sevilla l'any 2015, que es va centrar en els bens comuns. Durant setmanes es va estar treballant en un prototip del joc amb llicència lliure. L'objectiu del joc era reivindicar el fet que, quan Elizabeth Magie va idear The Landlord's Game, joc precursor del Monopoly, el seu objectiu era el d'explicar els efectes perversos del monopoli de les terres als més petits.
Al setembre de 2018 es va posar a la venda la primera versió i les 100 unitats es van vendre ràpidament. Més tard, al desembre va sortir una edició millorable, disponible també en pdf per a ser descarregada gratuïtament.